# Raya Bidshahri
Raya Bidshahri (em persa: ريا بيدشهری) é uma educadora iraniana e empreendedora em série. Ela é a fundadora e CEO da "School of Humanity" (Escola da Humanidade), uma escola secundária online. Ela foi nomeada uma das 100 Mulheres mais inspiradoras e influentes de todo o mundo, pela BBC, em 2019. Raya Bidshahri foi descrita como um futurista.

## Carreira
Raya Bidshahri nasceu no Irã, mas cresceu em Dubai, nos Emirados Árabes Unidos. Lá, ela foi cofundadora do "Cafe Scientifique Dubai" e membro fundadora do "SciFest Dubai". Raya Bidshahri também recebeu o Prêmio de Excelência Shaikha Fatima Bint Mubarak, em 2012.
Aos 19 anos, mudou-se sozinha para os Estados Unidos para estudar neurociência na Universidade de Boston, onde também trabalhou com startups como "SheWorks!" e cofundou uma plataforma de mídia social chamada "Otimismo Inteligente".   Enquanto estudava neurociência, ela também trabalhou no laboratório de pesquisa de memória de Howard Eichenbaum e publicou pesquisas em bioética. Quando o presidente dos EUA, Donald Trump, assinou a Ordem Executiva 13780, em 6 de março de 2017, limitando os vistos para imigrantes do Irã, Raya Bidshahri decidiu que era demasiado arriscado iniciar uma startup no Vale do Silício, como tinha planeado. Em vez disso, depois de concluir seu bacharelado, ela se mudou para Toronto, no Canadá, em junho de 2017, e iniciou a Awecademy como uma empresa canadense.
Raya era jornalista colaboradora regular da publicação online "Singularity Hub". Ela tem sido palestrante principal desde os 16 anos, e falou em várias conferências internacionais.

### Escola da Humanidade
Em 2021, Raya Bidshahri fundou a Escola da Humanidade, uma escola secundária online com currículo interdisciplinar, que integra pedagogias como aprendizagem baseada em desafios e aprendizagem baseada em domínio. O seu modelo baseia-se em pesquisas do Fórum Econômico Mundial e da Organização para a Cooperação e Desenvolvimento Econômico (OCDE). Em junho de 2022, a Escola da Humanidade encerrou sua rodada inicial de financiamento da "Education in Motion", com sede em Singapura.

## Prêmios e reconhecimento
- 2019 - 100 Mulheres da BBC.
- 2019 - finalista em três categorias do Bett MEA Awards.[6]
- 2020 - prêmio principal Joseph Jaworski na premiação Next Generation Foresight Practitioners (NGFP).[7]